# Hamo Ohanjanyan
Hamazasp Ohanjanyan, detto Hamo (in armeno Համօ Օհանջանեան?; Akhalkalaki, 1873 – Il Cairo, 31 luglio 1947), è stato un medico, politico e rivoluzionario armeno, membro della Federazione Rivoluzionaria Armena.
Servì come terzo Primo Ministro della Prima Repubblica di Armenia dal 5 maggio al 23 novembre 1920.

## Biografia
Hamo (Mher) Ohanjanyan studiò ad Akhalkalak, la sua città natale. Successivamente si trasferì a Tbilisi e si diplomò al Liceo russo di Tbilisi. Nel 1892 continuò i suoi studi all'Università di Mosca ed entrò nella Facoltà di Medicina. Tuttavia, lasciò presto la scuola per unirsi al movimento rivoluzionario armeno. Si recò a Losanna, dove incontrò Kristapor Mikayelian, uno dei membri fondatori della Federazione Rivoluzionaria Armena.
Dopo la rivoluzione russa del marzo 1917, fu eletto membro dell'Assemblea russa e divenne poi membro del Sejm transcaucasico nel 1918.
All'inizio del 1920 si recò a Erevan e assunse la carica di Ministro degli affari esteri della neonata Prima Repubblica di Armenia nel gabinetto del Primo Ministro Alexander Khatisian. Dopo le dimissioni del governo di Khatisian in seguito alla rivolta bolscevica del maggio 1920, Hamo Ohanjanian divenne Primo Ministro fino al 23 novembre 1920, quando il suo gabinetto si dimise nel mezzo della crisi generata dalla guerra armeno-turca.